# Natação no Campeonato Mundial de Esportes Aquáticos de 2019 - 50 m costas feminino
A prova dos 50 metros costas feminino da natação no Campeonato Mundial de Esportes Aquáticos de 2019 ocorreu nos dias 24 de julho e 25 de julho, em Gwangju, na Coreia do Sul. 

## Recordes
Antes desta competição, os recordes mundiais e do campeonato nesta prova eram os seguintes:
| Tipo                  | Atleta    | Tempo | Local   | Data                 |
| --------------------- | --------- | ----- | ------- | -------------------- |
|                       | Liu Xiang | 26.98 | Jacarta | 21 de agosto de 2018 |
| Recorde do campeonato | Zhao Jing | 27.06 | Roma    | 30 de julho de 2009  |

## Medalhistas
| Ouro                 | Prata                 | Bronze              |
| Olivia Smoliga (USA) | Etiene Medeiros (BRA) | Daria Vaskina (RUS) |

## Cronograma
Todos os horários são locais (UTC+9). 
| Data        | Hora  | Evento        |
| ----------- | ----- | ------------- |
| 24 de julho | 10:03 | Eliminatórias |
| 24 de julho | 20:37 | Semifinal     |
| 25 de julho | 20:37 | Final         |

## Resultados

### Eliminatórias
Esses foram os resultados das eliminatórias. Foram realizadas no dia 24 de julho com início às 10:03. 
| Pos. | Bateria | Raia | Nadadora                | Nacionalidade          | Tempo | Notas |
| ---- | ------- | ---- | ----------------------- | ---------------------- | ----- | ----- |
| 1    | 5       | 4    | Fu Yuanhui              | China                  | 27.70 | Q     |
| 2    | 5       | 5    | Etiene Medeiros         | Brasil                 | 27.85 | Q     |
| 3    | 5       | 7    | Kira Toussaint          | Países Baixos          | 27.86 | Q     |
| 4    | 4       | 4    | Georgia Davies          | Reino Unido            | 27.92 | Q     |
| 5    | 5       | 8    | Julie Kepp Jensen       | Dinamarca              | 27.95 | Q     |
| 6    | 3       | 5    | Olivia Smoliga          | Estados Unidos         | 27.96 | Q     |
| 7    | 5       | 1    | Simona Kubová           | Chéquia                | 28.00 | Q     |
| 8    | 3       | 4    | Anastasia Fesikova      | Rússia                 | 28.02 | Q     |
| 9    | 4       | 5    | Mimosa Jallow           | Finlândia              | 28.04 | Q     |
| 10   | 3       | 3    | Alicja Tchórz           | Polónia                | 28.14 | Q     |
| 11   | 4       | 6    | Kathleen Baker          | Estados Unidos         | 28.17 | Q     |
| 12   | 3       | 6    | Maaike de Waard         | Países Baixos          | 28.19 | Q     |
| 12   | 5       | 3    | Chen Jie                | China                  | 28.19 | Q     |
| 14   | 4       | 3    | Kaylee McKeown          | Austrália              | 28.23 | Q     |
| 15   | 5       | 2    | Caroline Pilhatsch      | Áustria                | 28.28 | Q     |
| 16   | 5       | 6    | Daria Vaskina           | Rússia                 | 28.29 | Q     |
| 17   | 4       | 2    | Silvia Scalia           | Itália                 | 28.30 |       |
| 18   | 3       | 7    | Stephanie Au            | Hong Kong              | 28.31 |       |
| 19   | 4       | 1    | Minna Atherton          | Austrália              | 28.32 |       |
| 20   | 3       | 2    | Natsumi Sakai           | Japão                  | 28.41 |       |
| 21   | 3       | 1    | Theodora Drakou         | Grécia                 | 28.48 |       |
| 22   | 3       | 8    | Im Da-sol               | Coreia do Sul          | 28.50 |       |
| 23   | 5       | 0    | Ingeborg Løyning        | Noruega                | 28.67 |       |
| 24   | 3       | 0    | Katalin Burián          | Hungria                | 28.84 |       |
| 25   | 4       | 0    | Karolina Hájková        | Eslováquia             | 29.04 |       |
| 26   | 3       | 9    | Louise Hansson          | Suécia                 | 29.12 |       |
| 27   | 4       | 9    | Diana Nazarova          | Cazaquistão            | 29.51 |       |
| 28   | 5       | 9    | Ekaterina Avramova      | Turquia                | 29.61 |       |
| 29   | 2       | 4    | Eygló Ósk Gústafsdóttir | Islândia               | 29.82 |       |
| 30   | 2       | 6    | Marie Khoury            | Líbano                 | 30.39 |       |
| 31   | 2       | 3    | Mónica Ramírez          | Andorra                | 30.53 |       |
| 32   | 1       | 9    | Nimia Murua             | Panamá                 | 30.77 |       |
| 33   | 2       | 5    | Maria Arrua             | Paraguai               | 30.86 |       |
| 34   | 2       | 7    | Xiomara Getrouw         | Suriname               | 31.42 |       |
| 35   | 1       | 1    | Sophia Diagne           | Senegal                | 31.98 |       |
| 36   | 2       | 2    | Kimberly Ince           | Granada                | 32.27 |       |
| 37   | 2       | 8    | Cheang Weng Lam         | Macau                  | 33.01 |       |
| 38   | 2       | 0    | Colleen Furgeson        | Ilhas Marshall         | 33.28 |       |
| 39   | 2       | 1    | Robyn Young             | Essuatíni              | 33.54 |       |
| 40   | 1       | 8    | Nooran Ba-Matraf        | Iêmen                  | 33.99 |       |
| 41   | 1       | 2    | Jennifer Harding-Marlin | São Cristóvão e Neves  | 34.08 |       |
| 42   | 1       | 7    | Aika Watanabe           | Marianas Setentrionais | 35.04 |       |
| 43   | 2       | 9    | Noelani Day             | Tonga                  | 35.17 |       |
| 44   | 1       | 4    | Aishath Sausan          | Maldivas               | 35.41 |       |
| 45   | 1       | 6    | Nafissath Radji         | Benim                  | 36.01 |       |
| 46   | 1       | 0    | Ekaterina Bordachyova   | Tajiquistão            | 37.95 |       |
| 47   | 1       | 3    | Tayamika Chang'anamuno  | Malawi                 | 38.49 |       |
| 48   | 1       | 5    | Shivani Bhatt           | Tanzânia               | 38.96 |       |
| 49   | 4       | 7    | Mie Nielsen             | Dinamarca              | DNS   | DNS   |
| 49   | 4       | 8    | Alexandra Touretski     | Suíça                  | DNS   | DNS   |

### Semifinal
Esses foram os resultados das semifinais. Foram realizadas no dia 24 de julho com início às 20:37 
Semifinal 1
| Pos. | Raia | Nadadora           | Nacionalidade  | Tempo | Notas |
| ---- | ---- | ------------------ | -------------- | ----- | ----- |
| 1    | 4    | Etiene Medeiros    | Brasil         | 27.69 | Q     |
| 2    | 5    | Georgia Davies     | Reino Unido    | 27.72 | Q     |
| 3    | 1    | Kaylee McKeown     | Austrália      | 27.73 | Q     |
| 4    | 3    | Olivia Smoliga     | Estados Unidos | 27.76 | Q     |
| 5    | 8    | Daria Vaskina      | Rússia         | 27.79 | Q     |
| 6    | 6    | Anastasia Fesikova | Rússia         | 28.01 |       |
| 7    | 7    | Maaike de Waard    | Países Baixos  | 28.04 |       |
| 8    | 2    | Alicja Tchórz      | Polónia        | 28.18 |       |

Semifinal 2
| Pos. | Raia | Nadadora           | Nacionalidade  | Tempo | Notas |
| ---- | ---- | ------------------ | -------------- | ----- | ----- |
| 1    | 7    | Kathleen Baker     | Estados Unidos | 27.62 | Q     |
| 2    | 8    | Caroline Pilhatsch | Áustria        | 27.77 | Q,    |
| 3    | 5    | Kira Toussaint     | Países Baixos  | 27.78 | Q     |
| 4    | 4    | Fu Yuanhui         | China          | 27.84 |       |
| 5    | 6    | Simona Kubová      | Chéquia        | 27.91 |       |
| 6    | 1    | CChen Jie          | China          | 28.07 |       |
| 7    | 2    | Mimosa Jallow      | Finlândia      | 28.10 |       |
| 8    | 3    | Julie Kepp Jensen  | Dinamarca      | 28.24 |       |

### Final
A final foi realizada em 25 de julho às 20:37. 
| Pos.              | Raia | Nadadora           | Nacionalidade  | Tempo | Notas            |
| ----------------- | ---- | ------------------ | -------------- | ----- | ---------------- |
| Medalha de ouro   | 2    | Olivia Smoliga     | Estados Unidos | 27.33 | Recorde nacional |
| Medalha de prata  | 5    | Etiene Medeiros    | Brasil         | 27.44 |                  |
| Medalha de bronze | 8    | Daria Vaskina      | Rússia         | 27.51 |                  |
| 4                 | 3    | Georgia Davies     | Reino Unido    | 27.65 |                  |
| 4                 | 6    | Kaylee McKeown     | Austrália      | 27.65 |                  |
| 6                 | 4    | Kathleen Baker     | Estados Unidos | 27.69 |                  |
| 7                 | 7    | Caroline Pilhatsch | Áustria        | 27.78 |                  |
| 8                 | 1    | Kira Toussaint     | Países Baixos  | 27.85 |                  |

Legenda
| Recorde mundial       | Recorde mundial (World record)               |                       | Recorde africano                      | Recorde africano (African) |                                           | Q | Classificado por posição (Qualified) |
| Recorde do campeonato | Recorde do campeonato (Championship record)  | Recorde da América    | Recorde da América (Americas)         | q                          | Classificado por melhor tempo (Qualified) |   |                                      |
| Melhor marca do ano   | Melhor marca do ano (World leading)          | Recorde asiático      | Recorde asiático (Asian)              | DNS                        | Não largou (Did not start)                |   |                                      |
| Recorde nacional      | Recorde nacional (National record)           | Recorde europeu       | Recorde europeu (European)            | DNF                        | Não terminou (Did not finish)             |   |                                      |
| Recorde pessoal       | Recorde pessoal do atleta (Personal best)    | Recorde da Oceania    | Recorde da Oceania (Oceania)          | DSQ / DQ                   | Desclassificado (Disqualified)            |   |                                      |
| Recorde da temporada  | Recorde da temporada do atleta (Season best) | Recorde sul-americano | Recorde sul-americano (South America) | NM                         | Sem marca (No mark)                       |   |                                      |